# Talakan del Tukharistan
Talakan del Tukharistan (Talakan del Badakhxan o Badakhshan) fou una antiga població del Tukharistan a la riba del modern Khanabad, antic riu Talakan, esmentat pels Hudud al-Alam (que la citen com Tarakan i Tayakan) com la ciutat més oriental de la província al límit amb Badakhxan, en la ruta cap a Kish. Marco Polo l'anomena Taican i esmenta el castell i el mercat i el comerç de sal extreta d'una muntanya propera situada al sud (en aquesta zona encara avui dia s'hi produeix sal). Al segle xiv al-Mustawfi la descriu com gran i floreixen, sent bona part dels habitants teixidors. A partir del segle xvii i fins al XII fou una fortalesa estratègica del kanat de Kataghan, una dependència del kan de Badakhxan que es va independitzar el 1698. El 1603 fou visitada per Bento de Góis que l'anomena "Talhan" i que anava en una caravana que feia la ruta entre Kabul i Yarkand, aleshores capital de Kaixgària.
El primer kan independent de Kataghan a Kunduz fou Mahmud Biy que va deixar de dependre del mir de Badakhxan el 1698. El kan de Kunduz es va sotmetre el 1751 a Ahmad Shah Durrani, però la submissió no va durar molt de temps. William Moorcrosft que va passar per la regió diu que la ciutat de Talakan estava poblada per uzbeks nòmades i per tadjiks sedentaris i que tenia unes 1500 cases (7000 o 8000 habitants). A l'inici del segle xix Mountstuart Elphinstone va estar a Kunduz, diu que hi governava un kan uzbek totalment independent de nom Khauldaud Khan que manava un exèrcit de 15.000 homes. El 1859 el kanat fou sotmès a vassallatge pel sardar Muhammad Afdal Khan, fill de Dost Muhammad de Kabul, tot i la resistència de Mi Atalik Sultan Murad. El kanat fou annexionat a l'Afganistan el 1888. La vella ciutadella fou destruïda i es va construir una caserna i un basar nou al seu lloc.
La nova ciutat, coneguda per Talukan o Taloqan va sorgir a la rodalia (a poca distància a l'oest) al segle xx. La vella ciutat, avui en ruïnes, s'anomena Tepe Shahr.